# Vipera monticola
Vipera monticola là một loài rắn trong họ Rắn lục. Loài này được Saint Girons mô tả khoa học đầu tiên năm 1953.
Vipera monticola là loài viper độc loài đặc hữu của Morocco. Hiện không có phân loài nào được nhận ra.
Vipera monticola là một loài rất nhỏ với tổng chiều dài tối đa (cơ thể + đuôi) ít hơn 40 cm (16 in). Spawls and Branch (1995) mô tả nó là thành viên nhỏ nhất của chi Vipera, đạt tổng chiều dài chỉ 345 mm (13,6 in). 